# Caubon-Saint-Sauveur
Caubon-Saint-Sauveur is een gemeente in het Franse departement Lot-et-Garonne (regio Nouvelle-Aquitaine) en telt 241 inwoners (1999). De plaats maakt deel uit van het arrondissement Marmande.

## Geografie
De oppervlakte van Caubon-Saint-Sauveur bedraagt 11,3 km², de bevolkingsdichtheid is 21,3 inwoners per km².
De onderstaande kaart toont de ligging van Caubon-Saint-Sauveur met de belangrijkste infrastructuur en aangrenzende gemeenten.

## Demografie
Onderstaande figuur toont het verloop van het inwonertal (bron: INSEE-tellingen).